# فیردیل (ویرجینیای غربی)
فیردیل (به انگلیسی: Fairdale) یک منطقهٔ مسکونی در ایالات متحده آمریکا است که در شهرستان رالی، ویرجینیای غربی واقع شده‌است. فیردیل ۵۷۹٫۱۳ متر بالاتر از سطح دریا واقع شده‌است.